# 巴伐利亞的利奧波德 (1846年)
巴伐利亞的利奧波德王子（德語：Prinz Leopold von Bayern，1846年2月9日—1930年9月28日），巴伐利亞攝政柳特波德之子，第一次世界大战期间担任东方战线元帅。

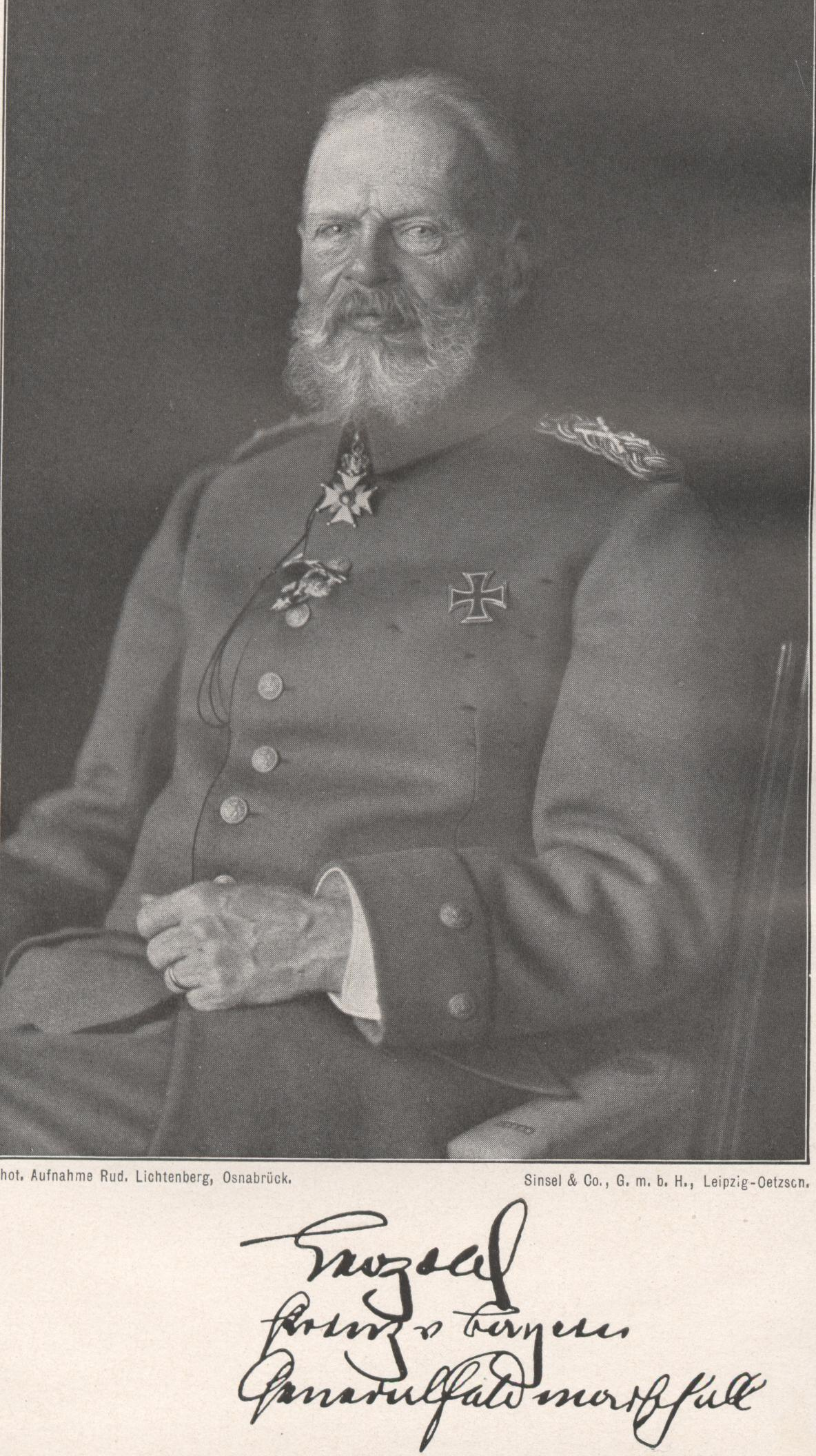

1873年与奧地利的吉塞拉结婚，兩人共有2子2女：
1. 伊麗莎白·瑪麗（1874年—1957年）
2. 奧古斯塔（1875年—1964年）
3. 格奧爾格（1880年—1943年）
4. 康拉德（1883年—1969年）